# Le Silence des autres
 (décembre 2023).
La mise en forme du texte ne suit pas les recommandations de Wikipédia : il faut le « wikifier ».
Les points d'amélioration suivants sont les cas les plus fréquents. Le détail des points à revoir est peut-être précisé sur la page de discussion.
- Les titres sont pré-formatés par le logiciel. Ils ne sont ni en capitales, ni en gras.
- Le texte ne doit pas être écrit en capitales (les noms de famille non plus), ni en gras, ni en italique, ni en « petit »…
- Le gras n'est utilisé que pour surligner le titre de l'article dans l'introduction, une seule fois.
- L'italique est rarement utilisé : mots en langue étrangère, titres d'œuvres, noms de bateaux, etc.
- Les citations ne sont pas en italique mais en corps de texte normal. Elles sont entourées par des guillemets français : « et ».
- Les listes à puces sont à éviter, des paragraphes rédigés étant largement préférés. Les tableaux sont à réserver à la présentation de données structurées (résultats, etc.).
- Les appels de note de bas de page (petits chiffres en exposant, introduits par l'outil «  Source ») sont à placer entre la fin de phrase et le point final[comme ça].
- Les liens internes (vers d'autres articles de Wikipédia) sont à choisir avec parcimonie. Créez des liens vers des articles approfondissant le sujet. Les termes génériques sans rapport avec le sujet sont à éviter, ainsi que les répétitions de liens vers un même terme.
- Les liens externes sont à placer uniquement dans une section « Liens externes », à la fin de l'article. Ces liens sont à choisir avec parcimonie suivant les règles définies. Si un lien sert de source à l'article, son insertion dans le texte est à faire par les notes de bas de page.
- La présentation des références doit suivre les conventions bibliographiques. Il est recommandé d'utiliser les modèles {{Ouvrage}}, {{Chapitre}}, {{Article}}, {{Lien web}} et/ou {{Bibliographie}}. Le mode d'édition visuel peut mettre en forme automatiquement les références.
- Insérer une infobox (cadre d'informations à droite) n'est pas obligatoire pour parachever la mise en page.

Pour une aide détaillée, merci de consulter Aide:Wikification.
Si vous pensez que ces points ont été résolus, vous pouvez retirer ce bandeau et améliorer la mise en forme d'un autre article.
Pour plus de détails, voir Fiche technique et Distribution.
Le Silence des autres (El silencio de otros) est un documentaire espagnol de 2018, dirigé par Almudena Carracedo et Robert Bahar, qui montre la lutte silencieuse des victimes de la dictature de Francisco Franco. Depuis sa sortie, ce documentaire a reçu beaucoup de prix et de nominations à des festivals de cinéma nationaux et internationaux, notamment le prix du Public dans la section Panorama et le prix de la Paix à la Berlinale de 2018, le prix Goya, le prix Platine et le prix Forqué du meilleur film documentaire, ainsi que le Grand prix du Jury au Sheffield Doc Fest,,,. Le silence des autres a été présélectionné pour les Oscars du cinéma dans la catégorie du Meilleur Documentaire et il a été nommé aux European Film Awards,. En 2020, le documentaire a reçu deux prix Emmy, l'un du meilleur documentaire et l'autre du meilleur documentaire politique,.

## Synopsis

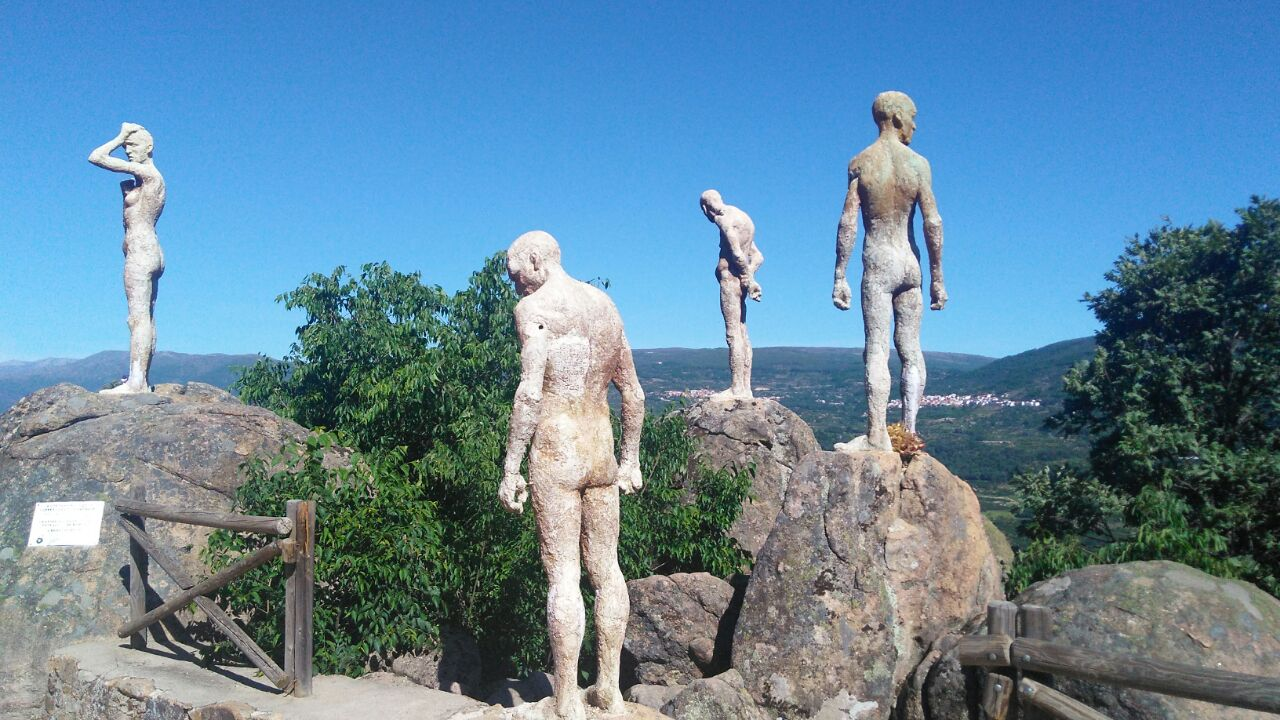
Image du Mirador de la Mémoire à "El Torno" (Cáceres), de l'artiste Francisco Cedenilla Carrasco.

Le film, qui retrace six années de la vie et de la lutte des protagonistes, dans un style de cinéma direct et intimiste, accompagne les victimes et les survivants du régime franquiste impliqués dans ce qui a été désigné comme la “Plainte Argentine” qui a été portée le 14 avril 2010 devant les tribunaux de justice de l'Argentine. L'objectif de cette action légale était de réussir à ce qu'une enquête judiciaire soit ouverte afin que les crimes contre l'Humanité  commis par les membres de la dictature franquiste, fussent reliés à des responsables et donc passibles de sanctions pénales,.
Protégés par la législation internationale de l’ONU sur la Justice Universelle, nous, les victimes du franquisme, présentons au Tribunal National en Matière Criminelle et Correctionnelle Fédérale No. 1, de Buenos Aires, République Argentine, par la juge María Servini de Cubría, la plainte 4591/2010, nommée "N.N. pour génocide et/ou crimes contre l’humanité commis en Espagne par la dictature franquiste entre le 17 juillet 1936, début du coup d’État civil militaire, et le 15 juin 1977, date des premières élections démocratiques”.

Le film accompagne les victimes survivantes du régime franquiste dans leur combat de recherche de justice. Les réalisateurs interviewent des espagnols qui n'ont pas pu localiser leurs parents assassinés et qui souhaitent leur donner une sépulture. Ils éclairent également  le drame des femmes dont les enfants nouveau-nés furent kidnappés et tenus pour morts. Les réalisateurs mettent également en lumière ces hommes et femmes qui, protestant contre la dictature, furent torturés par le régime franquiste. Tous ces témoignages permettent de mettre des noms, des visages, de voir les larmes de toutes ces personnes. Le documentaire, produit en association avec Le Désir d'Esther García Rodriguez et Agustín et Pedro Almodóvar, raconte la recherche de ces milliers de personnes disparues sous Franco et la lutte contre l’oubli de ceux qui continuent à réclamer justice pour leurs familles.

## Réception et critique
Le silence des autres a été bien reçu aussi bien par le public que par la critique cinématographique, devenant le film avec la troisième meilleure moyenne par copie dans la semaine de sa sortie en salles en Espagne, le 16 novembre 2018. Le film reçut plus de 30 prix au niveau national et international (voir Prix et nominations) depuis sa sortie à la Berlinale en février de 2018 (prix du public et prix de la Paix). En plus de remporter les prix Goya, Forqué et Platine, il a été l'un des cinq documentaires nommés pour le meilleur documentaire européen aux European Film Awards (EFA). L'Académie d'Hollywood a également reconnu Le silence des autres, étant l'un des quinze documentaires présélectionnés pour le meilleur documentaire lors de la 91e cérémonie des Oscars.
La presse s'est fait l'écho du film depuis sa première à la Berlinale, notant que Le silence des autres "se souvient des milliers de victimes de la dictature qui luttent encore pour la justice" (El País) et le "double prix de la mémoire historique" (Le Monde). Selon le critique Carlos Boyero, il s'agit d'une histoire d'infamie actuelle, et il se réjouit que tant de victimes racontent devant la caméra les souffrances et les tortures qu'elles ont subies et que cela puisse servir à obtenir justice. Carlos Loureda écrit pour Fotogramas que Le silence des autres est "le documentaire le plus nécessaire de ces 80 dernières années en Espagne" et le magazine Cinemanía a considéré ce documentaire comme "bouleversant et clairvoyant",.
La presse et les critiques internationales ont également été unanimes, avec des médias internationaux de premier plan tels que Le Monde, The Hollywood Reporter, The Guardian, Ou'Globe, The New Yorker, ScreenDaily, ou Democracy Now!, entre autres, en soulignant l'impact et la nécessité du documentaire ainsi que la rigueur et le tact avec lesquels le sujet est traité,,,. Selon ScreenDaily, "Le silence des autres apparaît comme un hommage émouvant aux petites victoires des individus volontaires. Le Hollywood Reporter note qu'il s'agit "d'un documentaire passionnant... une histoire bien nécessaire, racontée avec rigueur et conviction."
Le journal Le Monde a souligné "la force dramatique du récit" et Film Inquiry l'a placé stylistiquement entre Nostalgie de la lumière et L'acte de tuer. Le Los Angeles Times a salué le style du documentaire : "Carracedo et Bahar font sagement en sorte que la caméra explore et se concentre sur les visages passionnés de leurs sujets, permettant à leurs témoignages déchirants de prendre le devant de la scène".
Ben Kenigsberg, du New York Times, note également que le film est "saisissant en montrant comment les vestiges de l'ère franquiste ont persisté en Espagne", même s'il note que "le film pourrait exposer la complexité du procès international avec plus de clarté". La procédure d'extradition est une chose, mais le film est plus confus lorsqu'il s'agit d'expliquer comment un juge argentin parvient à émettre un ordre d'exhumation en Espagne". Le journaliste de The Nation, Stuart Klawans, a qualifié le film de "thriller lucide, perspicace et artistique" et a noté que "j'ai souvent remis en question l'idée que les films peuvent changer le monde - j'en ai même ri - et je me dois donc de mentionner Le Silence des autres (...) Il a fait une différence dans le monde."
Le journaliste Willy Veleta, dans un article d'opinion intitulé "Trois erreurs dans "Le silence des autres"", estime que le documentaire contient trois défauts d'intrigue. Le média lui-même a publié sous l'article une réponse des directeurs réfutant point par point chaque erreur alléguée et démontrant que les points étaient incorrects. Le journaliste Javier Padilla a basé son article "Las mentiras de El silencio de otros" (Les mensonges du silence des autres) sur ces trois prétendues "erreurs", dans lequel il estime également que le documentaire "ne fait pas la distinction entre des questions qui méritent des traitements différents". Il regroupe les meurtres et les tortures de l'après-guerre, les crimes du dernier régime franquiste, les changements de noms de rues, les enlèvements de bébés, Billy el Niño et les fosses communes". Le critique de cinéma Miguel Martín Maestre a estimé dans un article d'opinion intitulé El Cine Impostor. El silencio de otros pour le magazine Último Cero que le film a embelli et fictionnalisé certains aspects pour le rendre émotif et sentimental. Aitana Vargas, arrière-petite-fille de l'une des victimes, a publié sur la plateforme en ligne Medium un texte adressé au rédacteur en chef de l'hebdomadaire The New Yorker en réponse à un article publié sur le film dans ce média, considérant que les informations incluses et relatives à l'exhumation de son arrière-grand-père étaient incomplètes et insuffisantes, bien qu'elle ait souligné qu'elle appréciait le travail réalisé par les réalisateurs du film Le silence des autres.
Le film a reçu un large soutien de la part de ses protagonistes, des associations de mémoire historique, des plaignants, des victimes et des survivants, qui organisent et participent activement aux projections et aux colloques du Silence des autres tant en Espagne qu'à l'étranger, considérant le film comme un outil important pour la visibilité du mouvement mémoriel,. Certains de ces protagonistes et plaignants ont également accompagné les réalisateurs dans des festivals tels que la Berlinale, le Sheffield Doc Fest ou SEMINCI et des premières à Paris, Toronto, New York, Los Angeles ou Beyrouth. Ils ont également assisté au gala des Goya Awards aux côtés des réalisateurs, qui ont dédié le prix aux "milliers de victimes et de survivants de la dictature de Franco, ceux qui nous ont quittés et ceux qui luttent jour après jour, aujourd'hui, pour leur droit à la justice et à la vérité".Horacio Sáinz, l'un des protagonistes, a décrit ce moment dans le magazine de l'Académie du cinéma : "lorsque le couple de présentateurs a crié "Le silence des autres !", nous avons sauté de joie, comme l'ont fait des milliers de femmes et d'hommes de tous âges et de toutes origines dans d'autres régions d'Espagne et du monde, qui se sentent représentés par l'histoire que le film raconte de manière magistrale". Une autre des protagonistes, Paqui Maqueda, a souligné qu'elle se sentait "très fière de ce travail formidable et puissant, de ce beau projet collectif, de ce cri contre l'impunité que représente le documentaire", dans un article publié dans le Portal de Andalucía dans lequel elle énumère "les raisons pour lesquelles, personnellement et en tant que militante de la mémoire historique, ce film est digne de toutes les distinctions et de tous les prix qui lui ont été décernés".
El silencio de otros a été diffusé en clair sur La 2 de RTVE le 4 avril 2019 en prime time, obtenant une audience de 951 000 téléspectateurs et devenant le documentaire le plus regardé de la chaîne depuis 2014,. Après la diffusion, les victimes, survivants et plaignants ont lancé une pétition sur la plateforme Change.org pour demander la modification de la loi d'amnistie de 1977, qui compte déjà plus de 150 000 signatures.
Il est sorti dans les salles de cinéma aux États-Unis, en France, au Portugal, au Brésil et en Espagne, a participé à plus de 100 festivals (dont le festival itinérant mexicain Ambulante créé par Gael García Bernal et Diego Luna), et a été projeté dans plus de 45 pays sur tous les continents.

## Prix et nominations
| Année | Catégorie                                                      | Prix / Festival                                                       | Pays               | Résultat  |
| ----- | -------------------------------------------------------------- | --------------------------------------------------------------------- | ------------------ | --------- |
| 2020  | Meilleur Documentaire                                          | #Prix Emmy                                                            | États-Unis         | Primé     |
| 2020  | Meilleur Documentaire Politique                                | #Prix Emmy                                                            | États-Unis         | Primé     |
| 2019  | Meilleur Film Documentaire                                     | #Prix Goya                                                            | Espagne            | Primé     |
| 2019  | Meilleur Film Documentaire                                     | #Prix Platine                                                         | -                  | Primé     |
| 2019  | Meilleur Film Documentaire                                     | #Prix Cinématographiques José María Forqué                            | Espagne            | Primé     |
| 2019  | Meilleur scénario de Long-métrage Documentaire                 | ÂME Syndicat de Scénaristes                                           | Espagne            | Primé     |
| 2019  | #Prix Jurée Jeune                                              | XVI Échantillon de Cinéma et Droits Humains de Saragosse              | Espagne            | Primé     |
| 2019  | Meilleur Long-métrage Documentaire                             | #Prix Óscar                                                           | États-Unis         | Pré-nommé |
| 2019  | Meilleur Film Documentaire                                     | #Prix Féroce                                                          | Espagne            | Nommé     |
| 2019  | #Prix Spotlight                                                | Cinema Eye Honors                                                     | États-Unis         | Nommé     |
| 2018  | #Prix du public à Meilleur Documentaire (Section Panorama)     | Festival International de Cinéma de Berlin                            | Allemagne          | Primé     |
| 2018  | Je décerne un prix Cinéma par la Paix                          | Festival International de Cinéma de Berlin                            | Allemagne          | Primé     |
| 2018  | #Prix du Jury                                                  | Sheffield International Documentary Festival                          | Royaume-Uni        | Primé     |
| 2018  | #Prix Meilleur Film Étranger de non Fiction                    | Traverse City Film Festival                                           | États-Unis         | Primé     |
| 2018  | Nombre 2 Favori du public                                      | IDFA, Festival International de Cinéma de Ámsterdam                   | Pays-Bas           | Primé     |
| 2018  | Top 10 Favoris du Public                                       | Hot Docs - Festival International de Documentaire du Canada           | Canada             | Primé     |
| 2018  | #Prix de Justice Sociale Victor Rabinowitz & Joanne Grant      | Festival International de Cinéma des Hamptons                         | États-Unis         | Primé     |
| 2018  | Meilleur Film Documentaire                                     | Festival International de Cinéma de Sainte Foi                        | États-Unis         | Primé     |
| 2018  | Meilleur Film "Attestation Politique"                          | Festival International de Documentaire de Ji.hlava                    | République tchèque | Primé     |
| 2018  | Mention Spéciale du Jury, Documentaire Créatif                 | Festival International de Cinéma et Forum de Droits Humains de Genève | Suisse             | Primé     |
| 2018  | #Prix du Public                                                | Festival de Cinéma Favourites Berlin                                  | Allemagne          | Primé     |
| 2018  | Meilleur Film Documentaire                                     | Festival de Cinéma Evolution Majorque                                 | Espagne            | Primé     |
| 2018  | #Prix Salvador Au delà                                         | Festival des Libertés                                                 | Belgique           | Primé     |
| 2018  | Je décerne un prix Fédération Internationale de Droits Humains | Festival des Libertés                                                 | Belgique           | Primé     |
| 2018  | #Prix du Public                                                | Festival de Cinéma de Droits Humains Free Zone Belgrade               | Serbie             | Primé     |
| 2018  | Meilleur Long-métrage Documentaire                             | Festival International de Cinéma de Kobanê                            | Syrie              | Primé     |
| 2018  | #Prix du Jury au Meilleur Documentaire                         | Festival International de Cinéma du Brésil                            | Brésil             | Primé     |
| 2018  | #Prix du Public au Meilleur Film                               | Festival International de Cinéma du Brésil                            | Brésil             | Primé     |
| 2018  | #Prix de la Critique José Carlos Avelar                        | Festival International de Cinéma du Brésil                            | Brésil             | Primé     |
| 2018  | #Prix Stefan Jarl                                              | Tempo Documentary Festival                                            | États-Unis         | Primé     |
| 2018  | #Prix Arrêtez Lorentz                                          | Association Internationale de Documentaire                            | États-Unis         | Primé     |
| 2018  | #Prix de la Critique                                           | Festival International de Cinéma Politique                            | France             | Primé     |
| 2018  | Meilleur Film Documentaire                                     | Festival Human Rights Wrong Oslo                                      | Finlande           | Primé     |
| 2018  | #Prix du Public Peter Wintonick                                | Festival Documentaire de Thessalonique                                | Grèce              | Primé     |
| 2018  | Meilleur Film Documentaire                                     | Festival de Cinéma et Droits Humains de Madrid                        | Espagne            | Primé     |
| 2018  | Mention Spéciale - Mieux Documentaire                          | #Prix Take One                                                        | États-Unis         | Primé     |
| 2018  | Meilleur Documentaire Européen                                 | #Prix du Cinéma Européen                                              | Union européenne   | Nommé     |
| 2018  | Meilleur Film                                                  | Association Internationale de Documentaire                            | États-Unis         | Nommé     |
| 2018  | Sélection je Décerne un prix LUX                               | Je décerne un prix LUX de Cinéma du Parlement Européen                | Belgique           | Inclus    |